# Лейнинген (княжество)
Кня́жество Лейнинген (нем. Fürstentum Leiningen — карликовое государство (1600 км²) в Западной Европе, в 1803—1806. Название страны происходит от правящей династии Лейнингенов.
Столица — Аморбах. Граничило с Баварией и Баденом на западе, его территория полностью окружена территориями этих государств. Форма правления — абсолютная монархия. В ходе медиатизации было присоединено к Великому герцогству Баден